# Будацький лиман

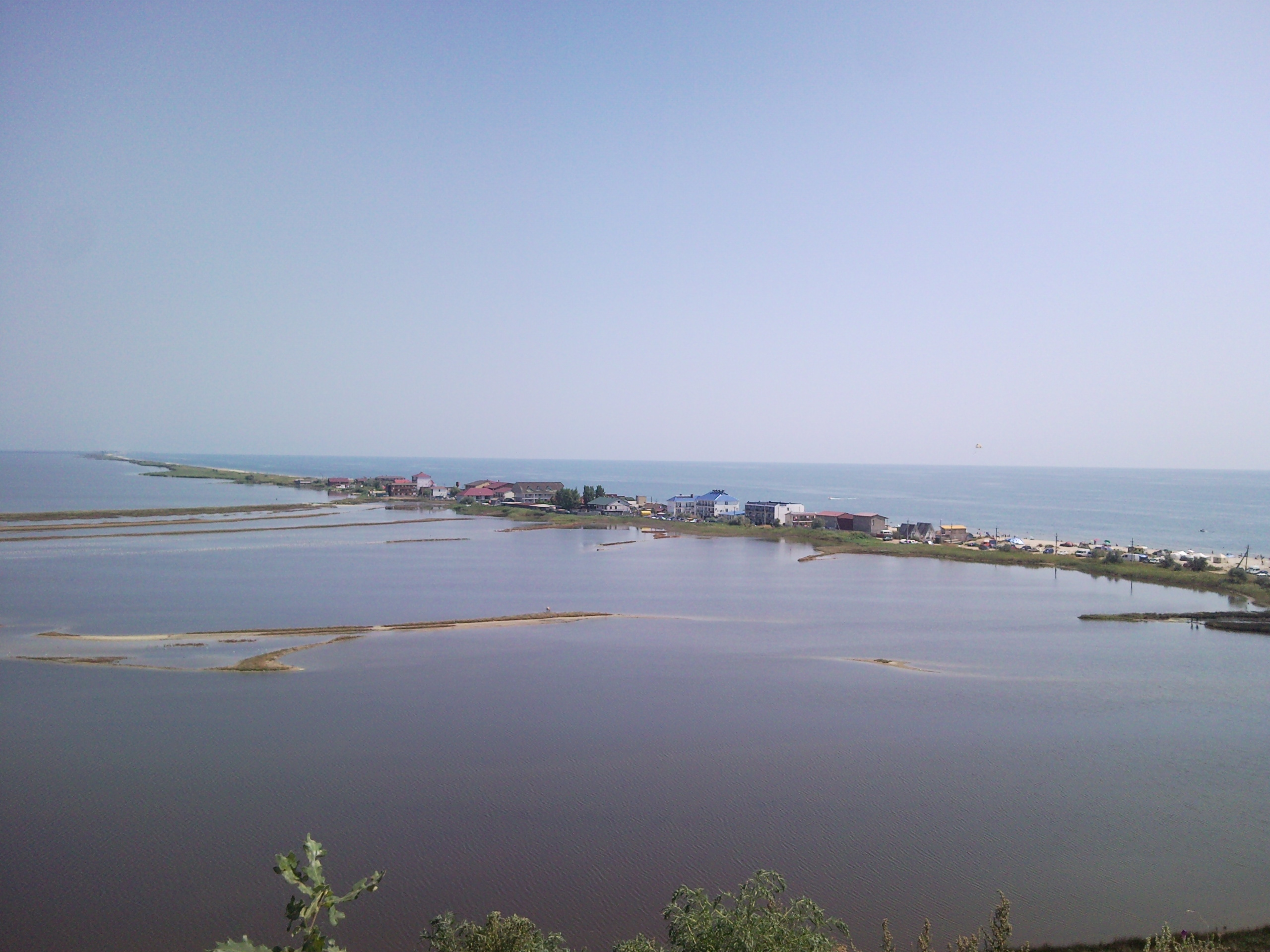
Коса, що відмежовує лиман від моря

Буда́цький лима́н (інші назви: Шаболатський лиман, Шаболат, Будакі; рум. Limanul Budachi, Şabolat) — лиман в Одеській області, на узбережжі Чорного моря. Розташований за 18 км від міста Білгород-Дністровський. Лиман відмежований від моря вузьким пересипом шириною 80-200 метрів. На березі лиману розташоване курортне селище Сергіївка.
Тимчасовий зв'язок лиману з морем відбувається через штучний канал «Будакі» (на південному заході), іноді через розмиви в пересипі. Лиман пов'язаний з пониззям Дністровського лиману каналами «Бугаз-1» і «Бугаз-2». В центрі лиману, напроти селища Сергіївки, збудовано міст, що поєднує пересип із селищем.
Лиман має в довжину 17 км, ширину — 1,5 км, висоту над рівнем моря — від 0,8 до 2,4 м і загальну площу 3200 га. Довжина піщаного пересипу — близько 18 км, його ширина — 80-200 метрів. Лиман мілководний, максимальна глибина сягає 2,2 м, середня — 1,05 м. Влітку вода лиману прогрівається до 26-28°С, на мілинах до 33 °C.
За останні 20 років солоність лиману коливалась від 2 до 32 ‰. У наш час[коли?] найбільш розпрісненими частинами є Аккембецька затока і північно-східна частина, що поєднується із Дністровським лиманом — солоність 2-14 ‰, найбільш мінералізованою є південно-західна частина — 15-32 ‰.

## Топонім
Назва лиману походить від старої назви селища Приморське — Будакі, яке в свою чергу походить від тур. Bataki — болото, трясовина. Інша назва лиману — Шаболат, або Шаболатський — походить від назви іншого селища, Шабо (тур. Acha-abag — нижні сади), яке розташоване на північ від лиману.